# Gortonia linsleyi
Gortonia linsleyi är en skalbaggsart som beskrevs av Hovore 1987. Gortonia linsleyi ingår i släktet Gortonia och familjen långhorningar.
Artens utbredningsområde är:
- Costa Rica.
- Panama.

Inga underarter finns listade i Catalogue of Life.